# Mychajło Petrycki
Mychajło Petrycki, ukr. Михайло Петрицький (ur. 5 listopada 1865 w Kopyczyńcach, zm. 15 lutego 1921 w Charkowie) – ukraiński działacz społeczny i polityczny w Galicji, pedagog, poseł do parlamentu austriackiego w latach 1907–1918.

## Życiorys
Syn mieszczanina i właściciela nieruchomości w Kopyńczycach. Jego starszy brat, Petro Petryckyj był duchownym greckokatolickim a mężem siostry Tymotej Staruch.
Ukończył gimnazjum a następnie seminarium nauczycielskie w Tarnopolu oraz akademię handlową we Lwowie. Następnie pracował jako nauczyciel we Lwowie. Potem przez pewien czas utrzymywał się z handlu obwoźnego a następnie handlował srebrem we Lwowie. Uczestnik ukraińskiego ruchu narodowo-kulturalnego, akcji obywatelskich Ukraińców w rejonie Kopyńczyc, w szczególności wielkiego strajku chłopskiego z 1902 roku. W latach 1902–1907 był wydawcą i redaktorem naczelnym pisma "Hajdamaky" we Lwowie. Był również wydawcą ukraińskich pisarzy i poetów, blisko związany z grupą „Młodej Muzy”, W latach 1910–1913 był członkiem Rady Powiatowej w Husiatynie. Z jego inicjatywy wybudowano w Kopyczyńcach „Narodnyj Dim”. W 1911 r. brał czynny udział w obchodach 50. rocznicy śmierci Tarasa G. Szewczenki w Husiatynie.
W latach 1890–1907 członek Ukraińskiej Partii Radykalnej następnie działacz Ukraińskiej Partii Narodowo-Demokratycznej. Poseł do austriackiej Rady Państwa XI kadencji ( 17 czerwca 1907 – 30 marca 1911) i XII kadencji (17 lipca 1911 – 11 grudnia 1918), wybierany w dwumandatowym okręgu wyborczym nr 70 (Skałat, Podwołoczyska, Grzymałów, Kopyczyńce, Husiatyn bez gminy Czarnokońce Małe). W Radzie Państwa należał o Klubu Ruskiego (1907) i Klubu Ukraińskiego (1907–1913) a po rozwiązaniu tego ostatniego do Związku Ukraińskiego (1913–1914) a następnie do Ukraińskiej Reprezentacji Parlamentarnej (1917–1918). 
Podczas I wojny światowej został internowany przez okupujące Galicję władze rosyjskie, a następnie jako zakładnik wywieziony do Czistopola w Rosji. Po rewolucji lutowej w lipcu 1917 udało mu się powrócić do kraju. Działacz Towarzystwa "Silśkyj Hospodar". W latach 1918–1919 był delegatem do Ukraińskiej Rady Narodowej ZUNR w Stanisławowie. W czasie wojny polsko-ukraińskiej był oficerem propagandy najpierw w Komendzie Głównej a następnie w III Korpusie Ukraińskiej Halickiej Armii. W 1920 został aresztowany przez komunistyczne władze radzieckie, zmarł wskutek tortur w więzieniu w Charkowie.